# Taça Nacional de Cabo Verde
Der Taça Nacional de Cabo Verde ist ein nationaler kapverdischer Fußballwettbewerb. Der Wettbewerb wird seit 1982 von der Federação Caboverdiana de Futebol ausgetragen.

## Sieger nach Jahr
| Jahr          | Sieger                                                             | Ergebnis                                                           | Finalist                                                           |
| ------------- | ------------------------------------------------------------------ | ------------------------------------------------------------------ | ------------------------------------------------------------------ |
| 1982          | CS Mindelense                                                      | 1:0                                                                | SC Morabeza                                                        |
| 1983 bis 2006 | Keine Austragung                                                   | Keine Austragung                                                   | Keine Austragung                                                   |
| 2007          | Académica da Praia                                                 | 3:1                                                                | Académico do Aeroporto                                             |
| 2008          | Aus finanziellen Gründen keine Austragung                          | Aus finanziellen Gründen keine Austragung                          | Aus finanziellen Gründen keine Austragung                          |
| 2009          | Boavista Futebol Clube da Praia                                    | 1:0                                                                | Académico do Aeroporto                                             |
| 2010          | Boavista Futebol Clube da Praia                                    |                                                                    |                                                                    |
| 2011          | Keine Austragung                                                   | Keine Austragung                                                   | Keine Austragung                                                   |
| 2012          | Onze Unidos                                                        | 2:1 n. V.                                                          | Académica do Porto Novo                                            |
| 2013 bis 2016 | Keine Austragung                                                   | Keine Austragung                                                   | Keine Austragung                                                   |
| 2017          | Abbruch                                                            | Abbruch                                                            | Abbruch                                                            |
| 2018          | Sporting Clube da Praia                                            | 2:1                                                                | SC Santa Maria                                                     |
| 2019          | Santo Crucifixo FC                                                 | 3:2                                                                | GD Palmeira                                                        |
| 2020          | Wettbewerb wurde abgesagt wegen der COVID-19-Pandemie in Kap Verde | Wettbewerb wurde abgesagt wegen der COVID-19-Pandemie in Kap Verde | Wettbewerb wurde abgesagt wegen der COVID-19-Pandemie in Kap Verde |
| 2021          | Keine Austragung                                                   | Keine Austragung                                                   | Keine Austragung                                                   |
| 2022          | Clube Desportivo Travadores                                        | 5:1                                                                | ASC Figueirense                                                    |
| 2023          | Académica do Mindelo                                               | 1:0                                                                | Barreirense FC                                                     |